# Krasni (Rogovskaya)
Krasni (del ruso: Красный) es un jútor del raión de Timashovsk del krai de Krasnodar, en el sur de Rusia, situado en la orilla izquierda del río Kirpili, 13 km al noroeste de Timashovsk y 15 km al norte de Krasnodar, la capital del krai. Tenía 385 habitantes en 2010.
Pertenece al municipio Rogovskoye.